# Asbury (Misuri)
Asbury es una ciudad ubicada en el condado de Jasper en el estado estadounidense de Misuri. En el censo de 2010 tenía una población de 207 habitantes y una densidad poblacional de 218,97 personas por km².

## Geografía
Asbury se encuentra ubicada en las coordenadas 37°16′23″N 94°36′19″O / 37.27306, -94.60528. Según la Oficina del Censo de los Estados Unidos, Asbury tiene una superficie total de 0.95 km², de la cual 0.95 km² corresponden a tierra firme y (0%) 0 km² es agua.

## Demografía
Según el censo de 2010, había 207 personas residiendo en Asbury. La densidad de población era de 218,97 hab./km². De los 207 habitantes, Asbury estaba compuesto por el 96.14% blancos, el 0% eran afroamericanos, el 1.45% eran amerindios, el 0% eran asiáticos, el 0.97% eran isleños del Pacífico, el 0.48% eran de otras razas y el 0.97% pertenecían a dos o más razas. Del total de la población el 1.45% eran hispanos o latinos de cualquier raza.